# Luigi Berzolari
Luigi Berzolari (Nápoles, 1 de maio de 1863 – Pavia, 10 de dezembro de 1949) foi um matemático italiano, que trabalhou principalmente com geometria algébrica e geometria diferencial projetiva.

## Vida e trabalho
Berzolari estudou na Universidade de Pisa, aluno de Eugenio Bertini, com o diploma em 1884 (Laurea). Foi depois assistente de Bertini em Pisa  lecionou em ginásios em Pavia e Vigevano. Em 1893 foi professor associado (außerordentlicher Professor) de geometria descritiva e projetiva na Universidade de Turim e em 1899 professor titular (ordentlicher Professor) de álgebra, análise e geometria analítica em Pavia, onde foi também reitor. Com Giulio Vivanti e Duilio Gigli editou de 1930 a 1950 a Enciclopedia delle matematiche elementari e complementi (Milão: Hoepli) em 7 volumes. Na Encyklopädie der mathematischen Wissenschaften publicou em 1906 um artigo sobre curvas algébricas e em 1932 obre transformações algébricas (e correspondências).
Foi a partir de 1933 sucessor de Salvatore Pincherle como presidente da Unione Matematica Italiana (UMI). Foi membro da Academia Nacional dos Linces.